# Haitianisch-isländische Beziehungen
Die haitianisch-isländischen Beziehungen beschreiben das bilaterale Verhältnis zwischen der Republik Haiti einerseits und Island andererseits.

## Geschichte und Stand
Die im Jahr 1804 von Frankreich unabhängig gewordene Republik Haiti und das 1918 aus der Realunion mit dem Königreich Dänemark ausgeschiedene Island unterhalten seit 2005 diplomatische Beziehungen.
Die entsprechende gemeinsame Erklärung wurde am 18. November 2005 von den Leitern der Ständigen Vertretungen beider Länder bei den Vereinten Nationen in New York unterzeichnet.
Es wurden keine diplomatischen oder konsularischen Vertretungen im jeweils anderen Land eingerichtet. Island nimmt seine Beziehungen zu Haiti vom Außenministerium in Reykjavík aus wahr.
Island war eines der ersten Länder, die nach dem verheerenden Erdbeben in Haiti am 12. Januar 2010 Rettungshelfer entsandten. Das Team der 37 Such- und Rettungsspezialisten traf bereits am 13. Januar in Port-au-Prince ein. Das genutzte Flugzeug der Icelandair war das erste, das auf dem Rückflug europäische Überlebende des Erdbebens evakuierte. Die Firma Icelandic Glacial brachte umgehend eine Spende von 233 Tonnen Trinkwasser in 400.000 Flaschen auf den Weg in das Katastrophengebiet. Die Pharmafirma Actavis entschied, 1,5 Mio. Euro für die Hilfsarbeiten in Haiti in Form von finanzieller Unterstützung und Medizinspenden beizusteuern. Das isländische Sozialministerium ordnete an, dass Haitianer, die Verwandte in Island hatten, im Rahmen eines Familiennachzugs unbürokratisch in Island Aufnahme finden sollten.
Im Menschenrechtsrat der Vereinten Nationen erklärte der Vertreter Islands am 8. Oktober 2024 im Namen der Nordisch–Baltischen Staaten zu der Krise in Haiti seit 2018, der Einsatz der von den Vereinten Nationen gebilligten multinationalen Unterstützungsmission für die Sicherheit im Land sei angesichts anhaltender Menschenrechtsverletzungen durch das Handeln krimineller Banden in Haiti zu begrüßen.